# Sarablangàs
Sarablangàs fou marzban d'Armènia del 619 o 620 fins al 624.
El 623 l'emperador Heracli, va iniciar una campanya. Va sortir de Constantinoble el 5 d'abril del 622 i va arribar a Cesarea de Capadòcia i volia atacar les forces perses dirigides per Sarbar que separaven Capadòcia del Pont, però va haver de retornar davant la invasió dels avars. El 623 va tornar, va desembarcar a Trebisonda va travessar el Pont i va entrar a Armènia. Va passar per Teodosiòpolis i va anar fins a Dvin ocupant ambdues ciutats i va seguir fins al Nakhichevan i fins i tot va entrar a la Mèdia arribant prop de Gandja. Després va passar al districte de Phaitakaran a la Siunia. En arribar l'hivern es va establir a Aghuània (623-624).
El general persa Sarbar va anar pel Gardman (entre el llac Sevan i Gandja) i a Aparner o Tigranocerta del Caucas es va reunir amb forces del general Xahín i junts van encerclar Heracli, però aquest va contraatacar i els va derrotar destruint l'exèrcit de Xahín; llavors va iniciar una marxa creuant l'Araxes perseguit per Sarbar, va passar pel Bagrevand i l'Apahunik però fou avançat per Sarbar; Heracli però va detectar l'emboscada i la va eludir i atacant per sorpresa a un grup de les millors tropes perses que s'havia avançat, els va obligar a tancar-se a la ciutat d'Ardjesh i li va calar foc i van morir tots. Sarbar fou dels pocs que van poder fugir i es va reunir amb la resta del seu exèrcit a l'Akhiovit (desembre del 624). Heracli va passar llavors a la Capadòcia i Pont, i va fer hivern a Cesarea i a Amasia.
Sarablangàs fou substituït el 624 i li va succeir Razates.